# Совјетскаја Гавањ
Советская Гавань (рус. Советская Гавань) град је у Русији у Хабаровском крају.

## Становништво
| 1939.  | 1959.  | 1970.  | 1979.  | 1989.  | 2002.  | 2010.  |
| ------ | ------ | ------ | ------ | ------ | ------ | ------ |
| 11.853 | 37.414 | 28.455 | 28.992 | 34.915 | 30.480 | 27.712 |

## Партнерски градови
- Еверет